# القانون الأردني
القانون الأردني
تأثر القانون الأردني بالقانون العثماني. وقد أكد الدستور الأردني لعام 1952 الإسلام كدين للدولة. تأثر قانون العقوبات الأردني بقانون العقوبات الفرنسي لعام 1810.

## الخلفية التاريخية
القانون الأردني متأثر بالقانون العثماني. حتى عام 1918، كانت المملكة الأردنية الهاشمية جزءاً من الإمبراطورية العثمانية وكان نظامها القانوني يتألف من محاكم شرعية استندت قراراتها إلى أربع مدارس للشريعة الإسلامية (تسمى مذاهب). وهذه المذاهب الأربعة هي: الحنفي، المالكي، الشافعي، والحنبلي. [1] لا يوجد فصل بين الدين والقانون في الأردن. في حين تم إنشاء محاكم علمانية في ظل الحكومة الأردنية في العصر الحديث، لا تزال العديد من مجالات الحياة تقع ضمن اختصاص المحاكم الشرعية الدينية. [2]
والقبائل لها أهمية كبيرة في الأردن ولديها تقاليد قانونية متنوعة. وخلال الإصلاحات التنظيمية في النظام القانوني العثماني، تم إدخال القانون المدني للإمبراطورية العثمانية ( (Mecelle) إلى الأردن. [1] (كان Mecelle هو القانون المدني للإمبراطورية العثمانية في أواخر القرن التاسع عشر وأوائل القرن العشرين. وكانت هذه أول محاولة لتقنين جزء من الشريعة الإسلامية للدولة الإسلامية).
يشكل قانون الأسرة العثماني لعام 1917 أساس قوانين الأحوال الشخصية الأردنية الحديثة. [1]

## العصر الحديث
تم اعتماد أول دستور للأردن في عام 1948. وقد بدأ بذلك عملية إنشاء نظام قانوني وطني في فترة ما بعد العثمانية. يؤكد كل من دستور الأردن لعام 1948 و1952 أن الإسلام هو دين الدولة. [3] صدر أول قانون أردني لحقوق الأسرة في عام 1947. وقد تم استبداله والاستعاضة عنه بقانون حقوق الأسرة لعام 1951. وفي عام 1952، صدر القانون الأردني للأحوال الشخصية. [3] تم إنشاء أول محاكم الشريعة الحديثة في الأردن في عام 1951. تستند هذه المحاكم إلى المدرسة الحنفية، ولكن القوانين الأردنية حول المرأة تعتمد على القانون المالكي. [1]
وبموجب دستور عام 1952، تتمتع المحاكم الشرعية باختصاص حصري في المسائل المتعلقة بـ 'الأحوال الشخصية' للمسلمين، بما في ذلك الزواج والطلاق والوصاية والميراث. كما تمارس المحاكم الشرعية الولاية القضائية على الأوقاف الدينية الإسلامية (تسمى الأوقاف والشؤون والمقدسات الإسلامية" والمصالحة في الخلافات الدموية من خلال الدية (تسمى الدية). وفي القضايا المتعلقة بالعداوات الدموية، يكون للمحاكم الشرعية اختصاص حصري إذا كان الطرفان المعنيان مسلمين. وفي الحالات التي يكون فيها أحد الطرفين مسلماً والآخر غير مسلم، لا تكون من اختصاص المحاكم الشرعية إلا إذا وافق الطرف غير المسلم على المحاكمة أمام محكمة شرعية.

## نظام المحاكم

### المحاكم الدينية
تمارس المحاكم الشرعية الولاية القضائية على المسائل الشخصية فقط، بما في ذلك مجالات قانون الأسرة مثل الزواج أو الطلاق، وحضانة الأطفال، والتبني، ومسائل الميراث. المحاكم الدينية الإسلامية لها الولاية القضائية على المسلمين فقط. لدى المسيحيين مجالس دينية منفصلة لمعظم الأمور. وقوانين الميراث هي حالة خاصة تدار من خلال المحاكم الدينية لديانة الأسرة، ولكن تحكمها مبادئ الشريعة الإسلامية في جميع الحالات. [4]
ولنظام المحاكم الشرعية محاكم ابتدائية ومحاكم استئناف. ولمحكمة العدل العليا اختصاصاً استئنافياً على محاكم الاستئناف الأقل درجة. يتم اختيار قضاة محكمة الشريعة من بين العلماء. [2]

### القانون الجنائي
يستند القانون الجنائي الأردني إلى القانون العثماني لعام 1858، والذي يستند بدوره إلى قانون العقوبات الفرنسي لعام 1810. وفي عام 1960، أصدر الأردن القانون الجنائي رقم 16. وقد تأثر هذا القانون بشدة بالقانون الجنائي اللبناني لعام 1943، الذي استعار أحكاما تتعلق بالعقوبات على الجرائم المرتكبة ضد المرأة من قانون العقوبات الفرنسي (المادة 562). [5]
بعد تمرير التعديلات على المادة 98 من قانون العقوبات في عام 2017، لم يعد بإمكان مرتكبي جرائم الشرف الحصول على أحكام مخففة. ومع ذلك، لا تزال هناك ثغرة في المادة 340 تسمح بعقوبات مخففة على قتل أحد الزوجين الذي يتبين أنه يرتكب الزنا ووجد متلبساً. [6]

### قانون الأحوال الشخصية
قانون الأحوال الشخصية هو قانون الأسرة ينطبق على جميع النزاعات المتعلقة بالمسلمين وأبناء الآباء المسلمين. يقبل العديد من المسيحيين طواعية تطبيق قانون الأحوال الشخصية في المسائل المتعلقة بالميراث. [7]
وقد تم زيادة السن القانوني للزواج إلى 18 عاماً، ولكن يمكن تخفيض هذا السن إلى 15 عاماً وفقاً لتقدير رئيس المحكمة العليا. يجب على جميع الأردنيين المسلمين أن يكونوا متزوجين بموجب الشريعة الإسلامية. وتسمح المادة 19 من قانون الأحوال الشخصية للمرأة بوضع شروط على عقود زواجها، في حدود معينة. وبما أن معظم النساء لا يدركن هذا الحق، فإنه نادرا ما يستخدم في الممارسة العملية. ويشير المدافعون عن حقوق المرأة إلى أن ارفاق قائمة بالشروط المحتملة المرتبطة بالعقد من شأنها أن تساعد تعريف المرأة على حقوقها بموجب القانون الأردني. وقد اختارت الحكومة الأردنية الالتزام بالمذهب المالكي في بعض الأمور، مما أدى إلى تقييد حقوق المرأة في الزواج. ولا يشترط قانون الحنفية، الذي وهو المهيمن في الأردن على موافقة ولي الأمر الذكر على زواج المرأة. ومع ذلك، بموجب القانون المطبق في الأردن لا يمكن للمرأة الزواج دون إذن من القاضي الشرعي أو ولي الأمر الذكر. 
لا يسمح قانون الأحوال الشخصية للمرأة بالوصاية على الأطفال، على الرغم من أن ذلك مسموح به بموجب المبادئ القانونية الإسلامية. في الأردن، يسمح فقط للآباء بالوصاية أو الولاية. 'الوصي' هو الشخص المعين بموجب القانون للعمل نيابة عن قاصر أو شخص آخر ليس لديه الأهلية القانونية الكاملة. وتخضع أي امرأة معالة دون سن الأربعين، ولم تتزوج من قبل، لفقدان حقوقها في النفقة المالية إذا 'تمردت' على ولي أمرها.

## التأثير في الأراضي الفلسطينية المحتلة
قبلت قوات الاحتلال الإسرائيلية بأن تكون الضفة الغربية محكومة بموجب القانون الذي كان ساري المفعول قبل 5 يونيو 1967 بشرط أن «تكون الأسبقية للتشريعات الأمنية على كل قانون، حتى لو لم تبطله صراحة». [8] على الرغم من أن القانون الأردني للأحوال الشخصية لعام 1976 قد تم تمريره بعد عام 1967، إلا أنه يتم تطبيقه في محاكم الضفة الغربية. [9]
تخضع المحاكم الشرعية في الضفة الغربية والمحكمة الشرعية التي يديرها الأردن في القدس الشرقية للقانون الأردني، وخاصة قانون الإجراءات الشرعية لعام 1959. وتشمل اختصاصات المحاكم الشرعية الأوقاف (الأوقاف)، وقانون الأسرة، وقضايا الأحوال الشخصية، والإلتماسات المتعلقة بالدية (التعويضات النقدية عن القتل أو الإصابات البدنية). وتختص للمحاكم الشرعية في النظر في هذه المسائل عندما يكون فيها الطرفان مسلمين، أو في الحالات التي يوافق فيها طرف غير مسلم على اختصاصها.